# Brandan Greczkowski
Brandan Allan Greczkowski (Putnam, 18 de julio de 1977) es un deportista estadounidense que compitió en judo. Ganó dos medallas de bronce en el Campeonato Panamericano de Judo, en los años 1998 y 1999.

## Palmarés internacional
| Campeonato Panamericano | Campeonato Panamericano         | Campeonato Panamericano | Campeonato Panamericano |
| Año                     | Lugar                           | Medalla                 | Categoría               |
| ----------------------- | ------------------------------- | ----------------------- | ----------------------- |
| 1998                    | Santo Domingo (Rep. Dominicana) | Medalla de bronce       | –60 kg                  |
| 1999                    | Montevideo (Uruguay)            | Medalla de bronce       | –60 kg                  |